# Hanko
Hanko finnisch [ˈhɑŋkɔ] oder Hangö schwedisch [ˈhaŋŋˌøː] ist die südlichste Stadt Finnlands. Sie hat rund 9700 Einwohner und liegt an der Südspitze der Halbinsel Hanko in der Landschaft Uusimaa, 127 km von Helsinki und 141 km von Turku entfernt. 44 % der Einwohner sind Finnlandschweden, offiziell ist die Stadt zweisprachig mit Finnisch als Mehrheits- und Schwedisch als Minderheitssprache.

## Geschichte
Schon am Ende des 13. Jahrhunderts ist ein Hafen mit dem Namen Hangethe bezeugt. Wegen seiner strategisch günstigen Lage auf der Halbinselspitze am nordwestlichen Ende des Finnischen Meerbusens wurde schon im 18. Jahrhundert eine schwedische Festung angelegt. Im Jahr 1714 wurden die Schweden in der Seeschlacht bei Hanko von der Flotte Peters des Großen besiegt. Weil sich die Halbinsel Hanko weit in die Ostsee vorschiebt, konnte Hanko auch als Winterhafen genutzt werden, während die anderen Häfen vereist waren. Während der Zeit der russischen Herrschaft wurde daher in Hanko, das auf Russisch als Gangut (Гангут) bekannt war, von 1871 bis 1873 der Hafen erbaut und an die Eisenbahnstrecke nach Hyvinkää angebunden.
Die Stadt Hanko wurde 1874 gegründet. Der Hafen entwickelte sich schnell zu einem der wichtigsten Auswanderungshäfen nach Nordamerika (ca. 240.000 Auswanderer via Hanko um die Wende vom 19. zum 20. Jahrhundert). Dank der schönen Lage und der leichten Erreichbarkeit wurde Hanko Ende des 19. Jahrhunderts zu einem viel besuchten Seebad für die russische Oberschicht, deren noble Villen am Meer bis heute eine Touristenattraktion sind.
Nach der Niederlage im Winterkrieg musste die Halbinsel von Hanko im Frieden von Moskau (März 1940) für 30 Jahre an die Sowjetunion verpachtet werden und wurde von der Baltischen Flotte als Marinestützpunkt genutzt. Nach dem Beginn des Fortsetzungskrieges im Juni 1941 zogen die sowjetischen Truppen ohne Kampfhandlungen ab. Nach Ende des Krieges wurde 1944 bis 1956 Porkkala bei Kirkkonummi anstelle von Hanko an die Sowjetunion verpachtet.

## Gegenwart
Heute ist Hanko eine wichtige Hafenstadt und ein beliebter Sommerurlaubsort.
Die Reederei Superfast Ferries unterhielt bis zum Jahr 2006 eine tägliche Autofähre zwischen Rostock und Hanko mit einer Fahrzeit von 21 bis 23½ Stunden. Im Oktober 2007 wurde die Linie reaktiviert, diesmal von der deutsch-dänischen Reederei Scandlines, die diese 2012 an die Swedish Orient Line (SOL) abgab. Diese Verbindung war als RoRo-Linie konzipiert und wurde viermal pro Woche mit einer Überfahrtsdauer von 36 Stunden bedient. Zum 31. Dezember 2016 wurde diese Verbindung von SOL eingestellt.

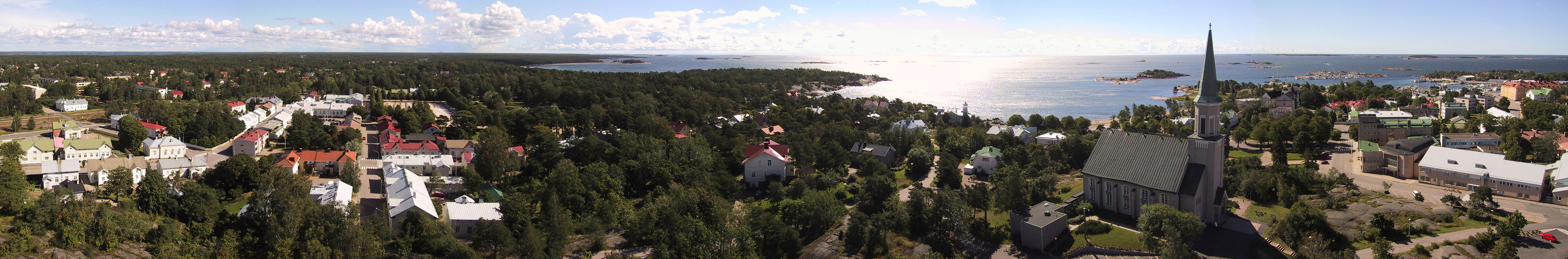
Panorama-Ansicht von Hanko

Hanko ist auch ein wichtiger Hafenort für die Freizeitschiffart und ein wichtiges Zentrum des Segelsports in Finnland. In den beiden großen Yachthäfen „Osthafen“ (Hangon itäsatama/Hangö östra hamnen) und „Ostseetor“ (Itämeren Portti/Östersjö Port) legen während der Sommersaison rund 7000 Boote an. Der am Stadtzentrum anschließende Osthafen mit 220 Bootplätzen vermarktet sich als größter Gästehafen in Finnland, obwohl der neuere Hafen Ostseetor 300 Plätze bietet. Darüber hinaus gibt es auf der nördlichen Seite der Halbinsel im Stadtteil Hankonkylä/Hangöby einen großen Sportboothafen mit 20 Gästeplätzen.
Zu den Sehenswürdigkeiten der Stadt gehören die 1892 errichtete Kirche, die orthodoxe Kirche von 1895, das moderne Stadthaus von 1951, das Festungsmuseum im Osthafen und als Wahrzeichen der Wasserturm, der auch im Stadtwappen abgebildet ist.
Nach der Stadt ist das Flugkörperschnellboot FNS Hanko (Hamina-Klasse) der finnischen Marine benannt.
Hanko ist Endpunkt einer Bahnstrecke aus Karis.

## Kultur
Im Juli können sich die Besucher auf ein Musikfestival freuen. In den Konzerten des Hanko Musikfestivals kann man große Virtuosen und junge Talente klassischer Musik genießen. Die Reihe „HMF Fringe“ bringt die Musik aus den Konzertsälen in Restaurants und Galerien.

## Bilder

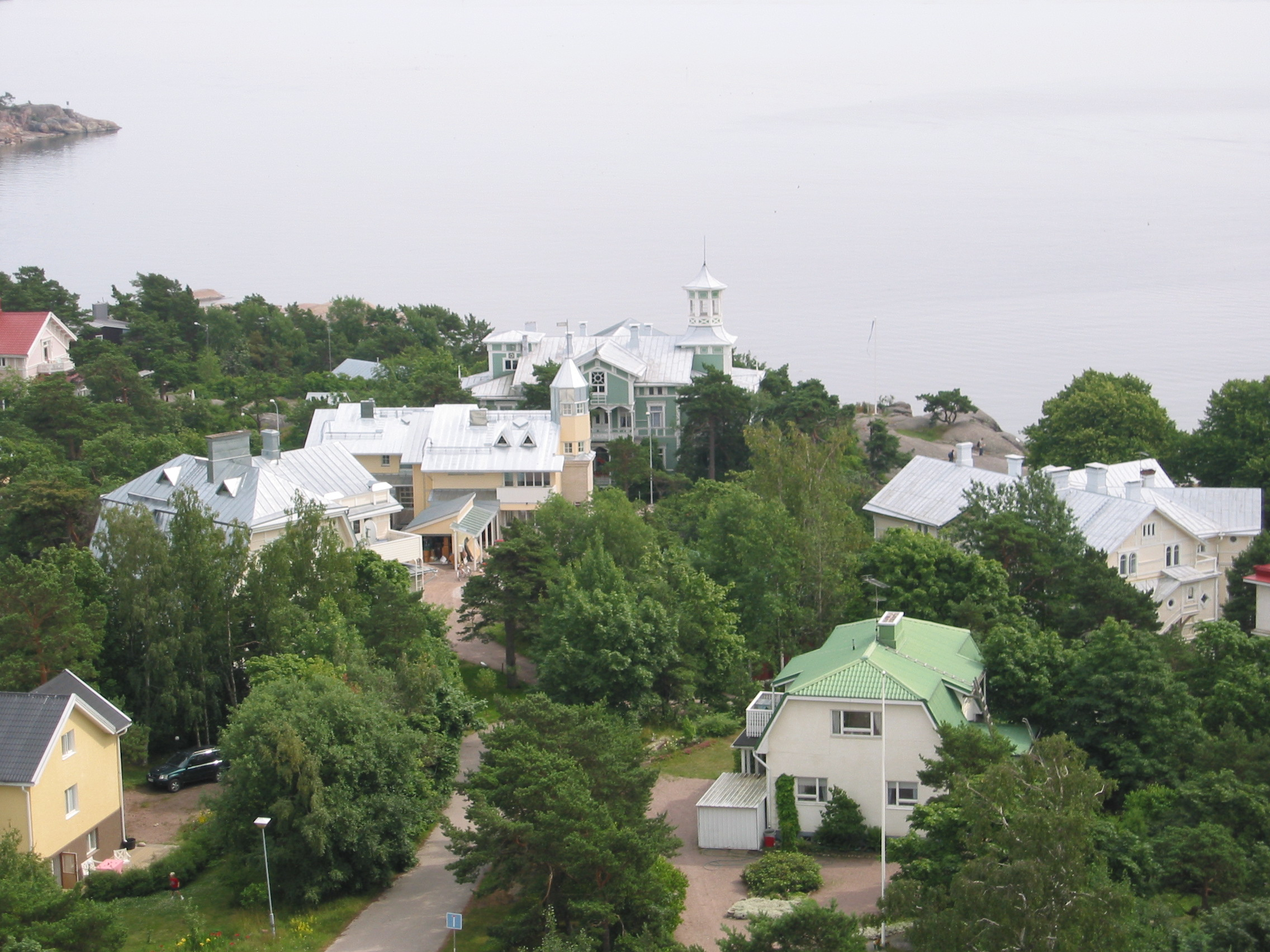
Villen in Hanko
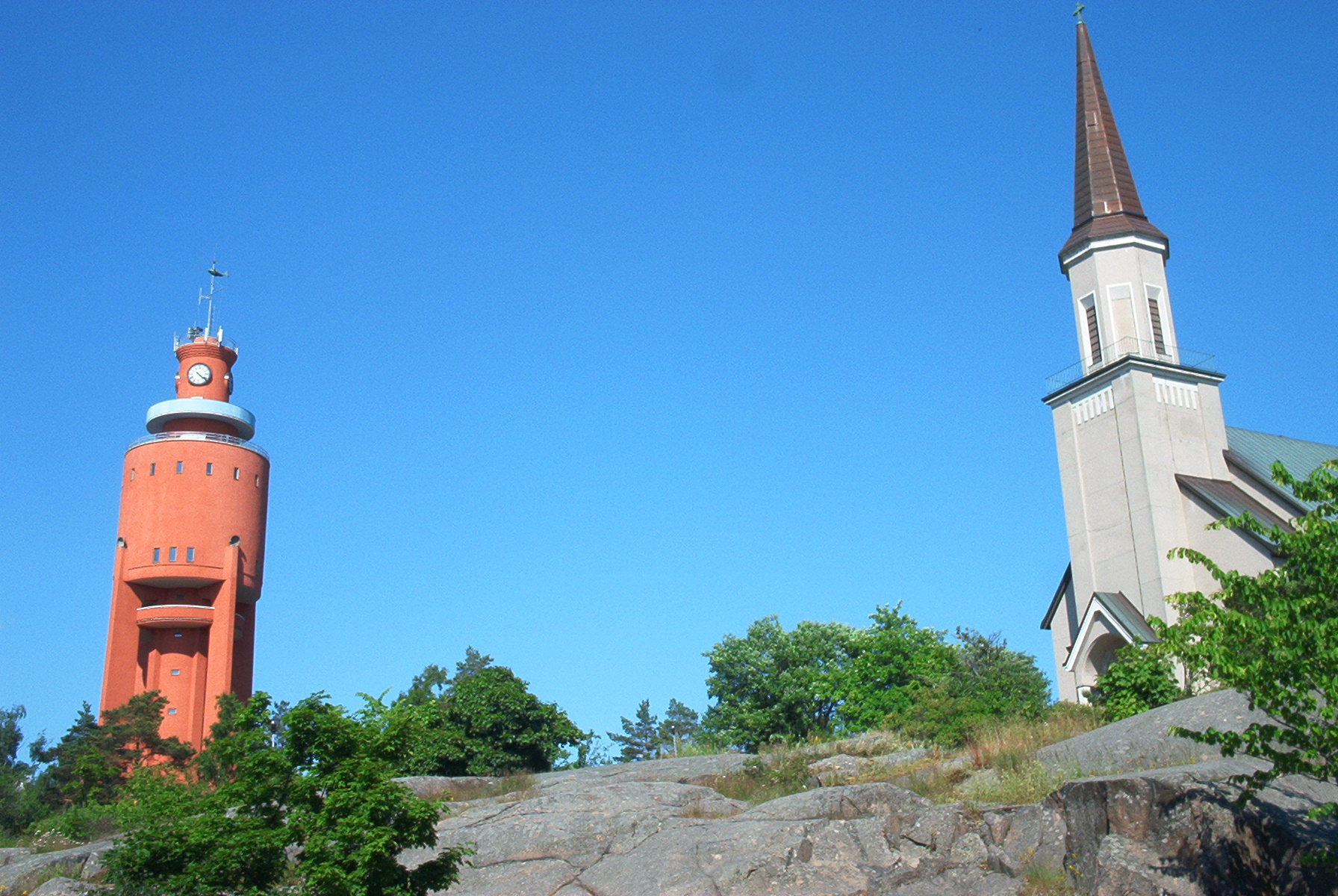
Wasserturm und Kirche von Hanko
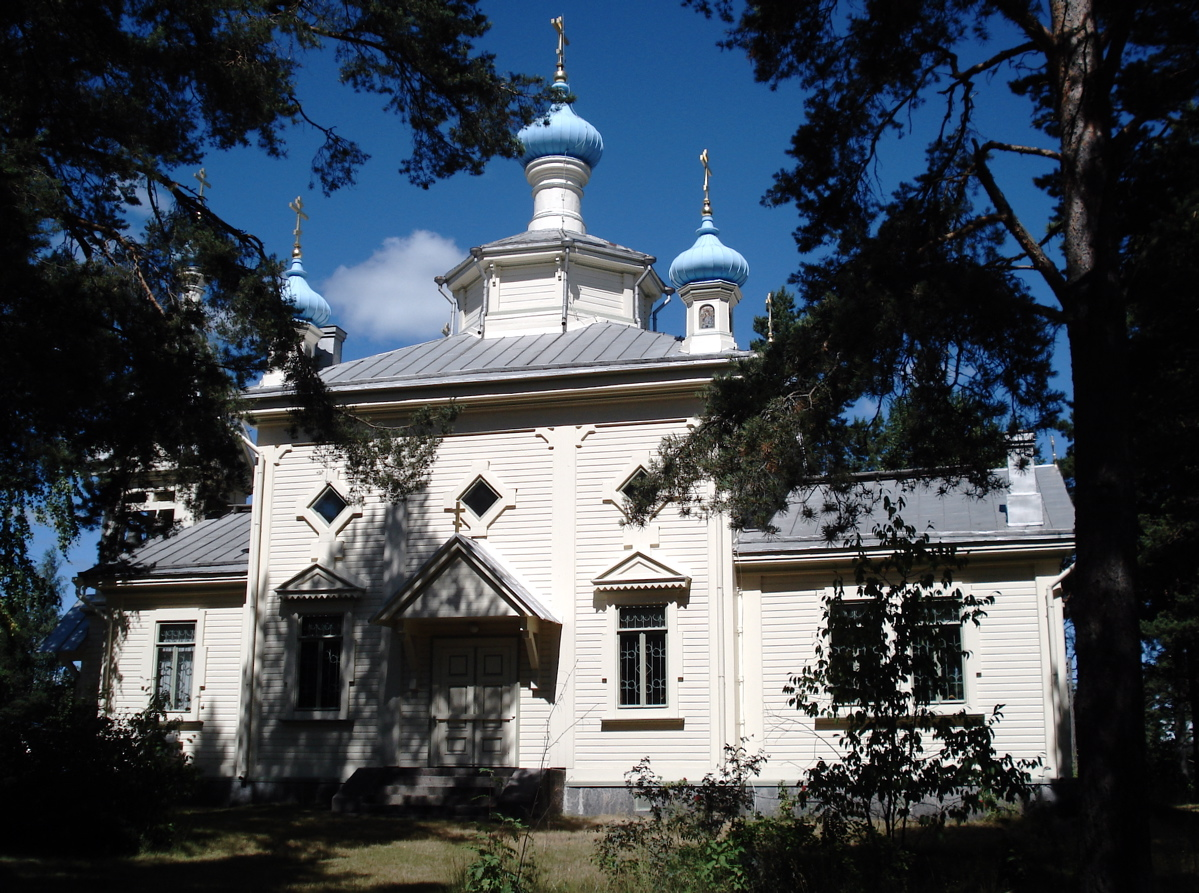
Orthodoxe Kirche von Hanko

## Städtepartnerschaften
Partnerstädte und -gemeinden von Hanko sind
- Gentofte in Dänemark
- Haapsalu in Estland
- Halmstad in Schweden
- Stord in Norwegen

## Persönlichkeiten
- Yrjö Linko (1885–1934), Turner
- Wolfgang Waldstein (1928–2023), österreichischer Rechtshistoriker
- Mimmo Hildén (* 1977), Fotografin und Kamerafrau